# Conus berdulinus
Espèce
Statut de conservation UICN

 LC  : Préoccupation mineure
Conus berdulinus est une espèce de mollusques gastéropodes marins de la famille des Conidae.
Comme toutes les espèces du genre Conus, ces escargots sont prédateurs et venimeux. Ils sont capables de « piquer » les humains et doivent donc être manipulés avec précaution, voire pas du tout.

## Description
La taille de la coquille varie entre 48 mm et 100 mm.

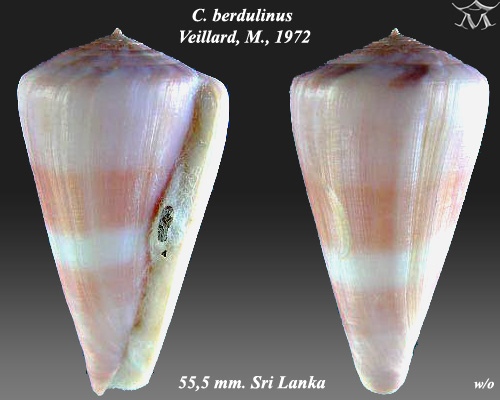
Une coquille de Conus berdulinus.

## Distribution
Cette espèce est présente dans l'océan Indien depuis Natal, Afrique du Sud, jusqu'au Mozambique et aux Mascareignes, Somalie ; au large du sud d'Oman et du sud de l'Inde ; dans l'océan Pacifique au large de Midway et Hawaï ; dans la mer de Chine méridionale et au large des Philippines.

### Niveau de risque d’extinction de l’espèce
Selon l'analyse de l'UICN réalisée en 2011 pour la définition du niveau de risque d'extinction, cette espèce est présente au large des côtes de l'Afrique de l'Est, du Yémen au sud jusqu'au Natal, mais à l'exclusion de la mer Rouge. Il existe une autre population dans le sud de Madagascar (Raybaudi-Massilia comm. pers. 2011). Cette espèce a une vaste aire de répartition et se trouve en eau profonde, ce qui la protège des effets des menaces. Elle est donc considérée comme étant de préoccupation mineure. Cette espèce est présente dans les récifs coralliens.

## Taxonomie

### Publication originale
L'espèce Conus berdulinus a été décrite pour la première fois en 1972 par le malacologiste français Maurice Veillard,.

### Synonymes
- Conus (Virgiconus) berdulinus Veillard, 1972 · appellation alternative
- Virgiconus berdulinus (Veillard, 1972) · non accepté

## Identifiants taxonomiques
Chaque taxon catalogué par les bases de données biologiques et taxonomiques possède un identifiant qui permet d'établir un point de référence. Les identifiants de Conus berdulinus dans les principales bases sont les suivants :
CoL : XWZG - GBIF : 6510423 - iNaturalist : 431868 - IRMNG : 11829565 - NCBI : 536687 - TAXREF : 155463 - UICN : 192678 - 